# Харитонов, Николай Сергеевич (волейболист)
Никола́й Серге́евич Харито́нов (род. 22 мая 1990, Обнинск, Калужская область, СССР) — российский волейболист.

## Биография
Родился 22 мая 1990 года в городе Обнинске Калужской области.
Воспитанник обнинской волейбольной школы, первый тренер — Александр Швед.
Профессиональную карьеру начал в «Динамо-Олимп» (2008—2009), в сезоне 2009—2010 года выступал за «Динамо-2» (Москва). В 2011—2013 годах — игрок ВК «Динамо» (Москва).
Амплуа — центральный блокирующий. Высота прыжка — 350 см.
Кандидат в мастера спорта России.
В настоящее время студент Московского государственного университета приборостроения и информатики.

## Достижения
- Обладатель Кубка ЕКВ (2012)[1]
- Серебряный призёр чемпионата России (2012)[1]
- Серебряный призёр первенства России по младшему возрасту[3]